# Na Adamcích
Národní přírodní památka Na Adamcích leží na severovýchodním okraji hřbetu kóty 252,4 m n. m. v Krumvířské pahorkatině, na katastrálním území obce Želetice. Její rozloha je 15,16 ha, nadmořská výška 210–250 metrů.
Předmětem ochrany národní přírodní památky jsou společenstva subpanonských úzkolistých suchých trávníků (Festucion valesiacae) a širokolistých suchých trávníků (Bromion erecti), vzácné a ohrožené druhy rostlin, zejména populace druhů hadinec červený (Echium maculatum) a lýkovec vonný (Daphne cneorum), včetně jejich biotopů, a vzácné a ohrožené druhy živočichů, zejména populace druhů modráska ligrusového (Polyommatus damon), kudlanka nábožná (Mantis religiosa) a strnad luční (Miliaria calandra), včetně jejich biotopů.
Zřízena byla výnosem Ministerstva kultury České socialistické republiky ze dne 29. prosince 1972, znovu pak vyhláškou Ministerstva životního prostřední č. 150/2014 Sb., jíž byla zvětšena na více než dvojnásobek. Správu vykonává SCHKO Pálava.

## Geologie

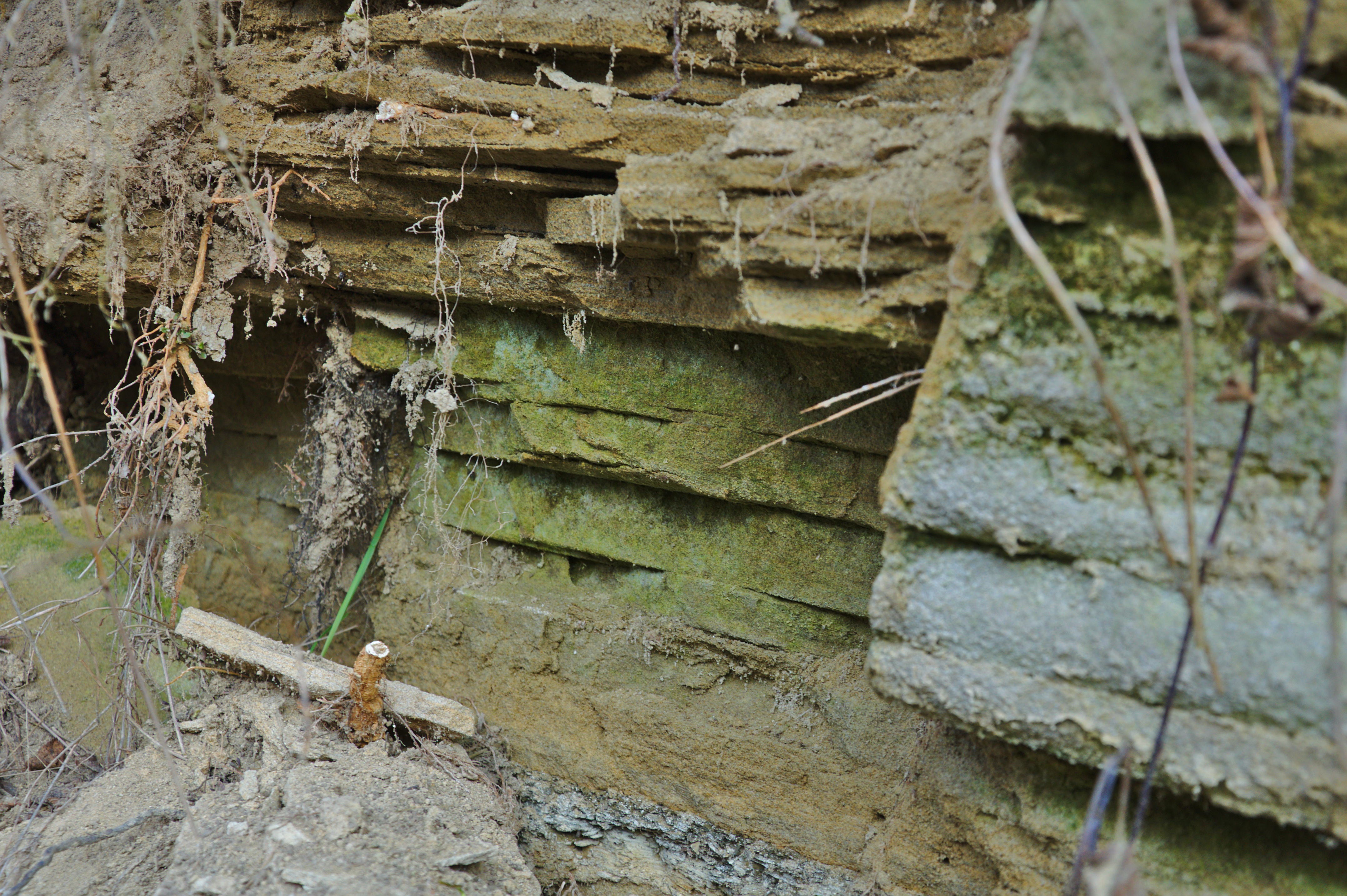
Odkryté podloží v NPP Na Adamcích

V podloží jsou paleogenní pískovce ždánicko-hustopečského souvrství vnějšího flyše, místy překryté spraší či sprašovými hlínami. Z půd je zastoupena pararendzina kambizemní a černozem typická a erodovaná.

## Flóra
Ve stepních porostech ve východní části jsou zastoupeny hadinec červený (Echium maculatum), kostřava walliská (Festuca valesiaca), kozinec rakouský (Astragalus austriacus), kavyl vláskovitý (Stipa capillata), bezobalka sivá (Trinia glauca), kosatec nízký (Iris pumila), pryšec sivý pravý (Euphorbia seguieriana subsp. seguieriana), na západním svahu ostřice nízká (Carex humilis), oman mečolistý (Inula ensifolia), hlaváček jarní (Adonis vernalis), třezalka ozdobná (Hypericum elegans), koniklec velkokvětý (Pulsatilla grandis), sasanka lesní (Anemonoides sylvestris), kozinec vičencovitý (Astragalus onobrychis), ve stepních trávnících kavyl Ivanův (Stipa pennata), len tenkolistý (Linum tenuifolium), zlatovlásek obecný (Aster linosyris), vítod větší (Polygala major), vzácný je lýkovec vonný (Daphne cneorum), v lemových porostech svahu roste kakost krvavý (Geranium sanguineum), třemdava bílá (Dictamnus albus), hvězdnice chlumní (Aster amellus), čistec přímý (Stachys recta), šalvěj luční (Salvia pratensis), dobromysl obecná (Origanum vulgare), prorostlík srpovitý (Bupleurum falcatum), na severním svahu pak válečka prapořitá (Brachypodium pinnatum), sveřep vzpřímený (Bromus erectus) či chráněný kozinec dánský (Astragalus danicus).

## Fauna
Popsáno je 280 druhů motýlů ze skupiny Microlepidoptera, zejména obaleči či plochuškovití, z velkých motýlů vřetenuška třeslicová (Zygaena brizae), soumračník černohnědý (Heteropterus morpheus), ostruháček kapinicový (Satyrium acaciae), vzácný modrásek ligrusový (Polyommatus damon), z hmyzu dále kudlanka nábožná (Mantis religiosa), cikáda chlumní (Cicadetta montana), přes 50 druhů brouků a 30 druhů ploštic, z pavouků stepník rudý (Eresus kollari Rossi), zápřednice ostruhová (Cheiracanthium effosum), zápředka měděná (Agroeca cuprea), hlavoun stepní, plazy zastupuje ještěrka obecná (Lacerta agilis), ptáky strnad luční (Emberiza calandra), bramborníček černohlavý (Saxicola rubicola), ťuhýk obecný (Lanius collurio), žluva hajní (Oriolus oriolus) a krutihlav obecný (Jynx torquilla).

## Fotogalerie

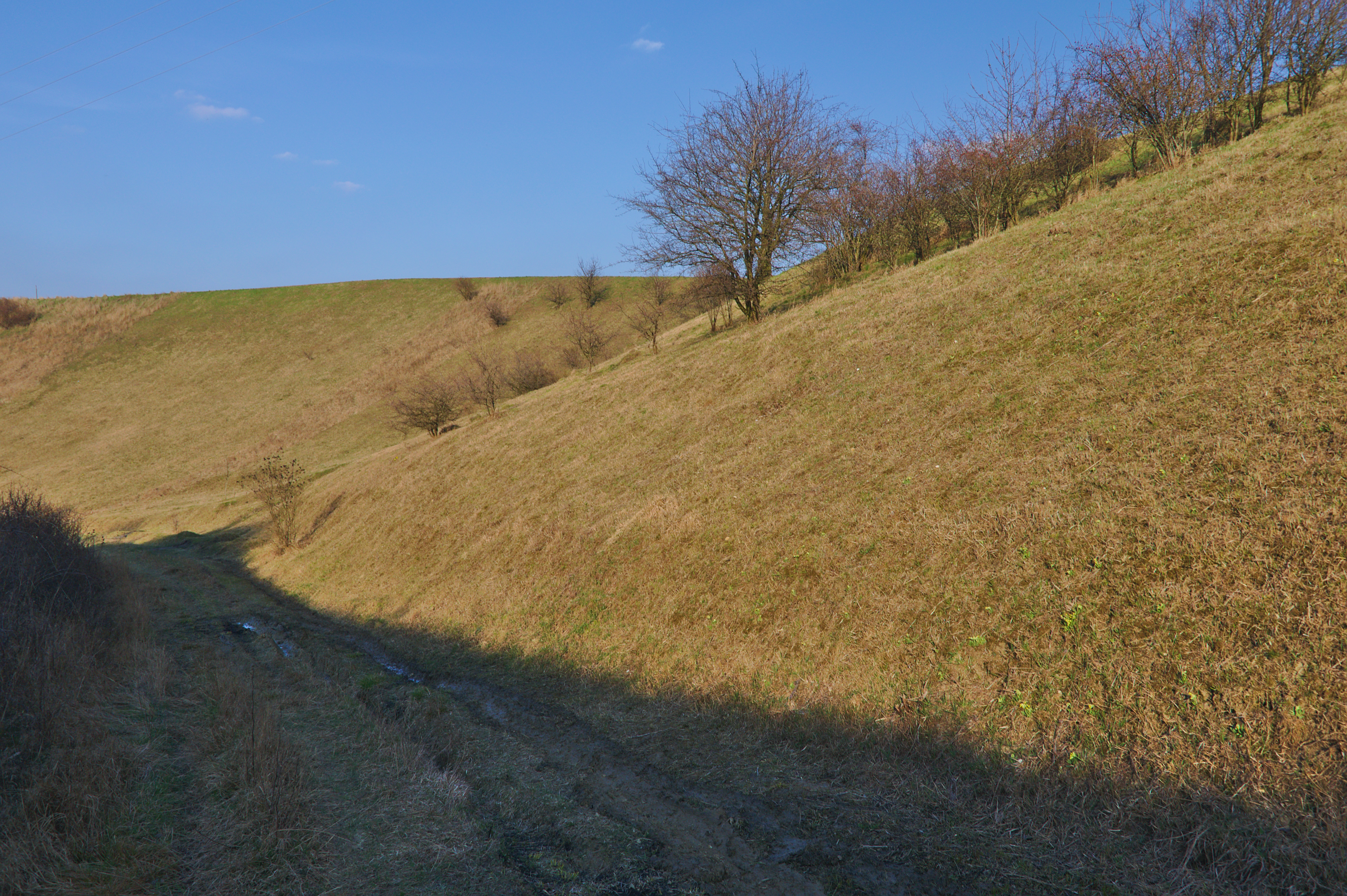
Pohled na sever z jižní části údolí
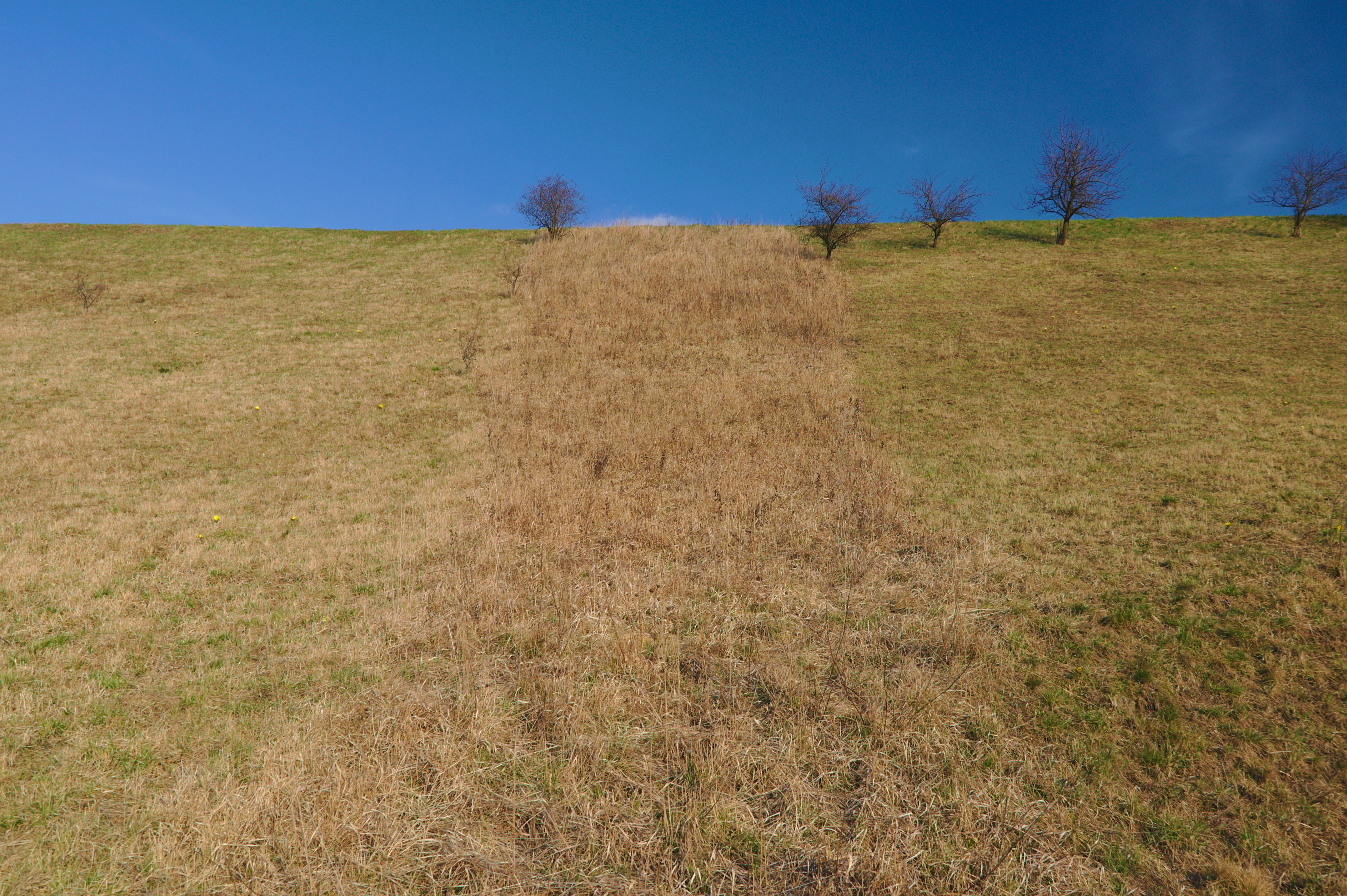
Pruh nevysečené trávy
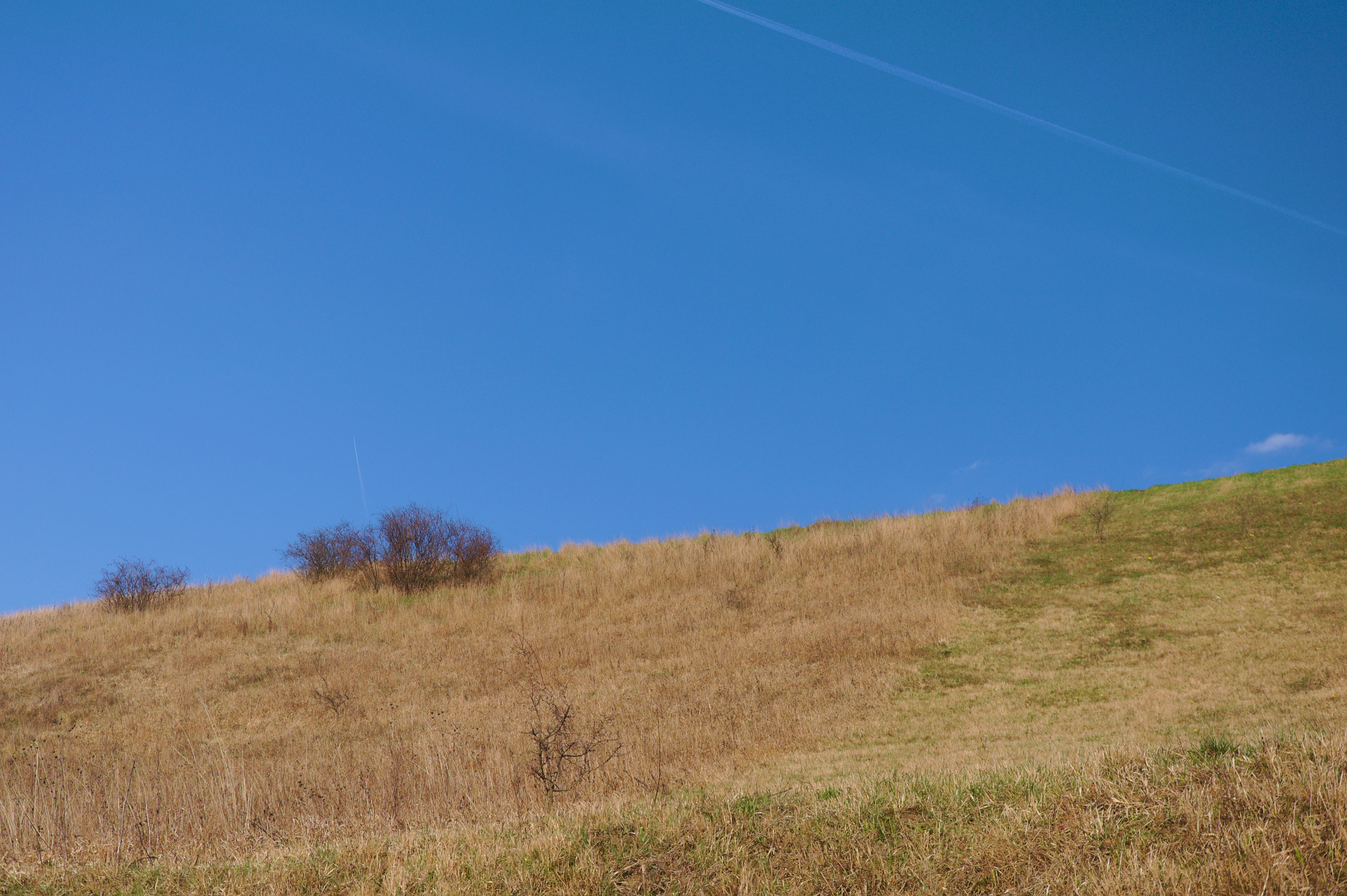
Vysečená a nevysečená stráň
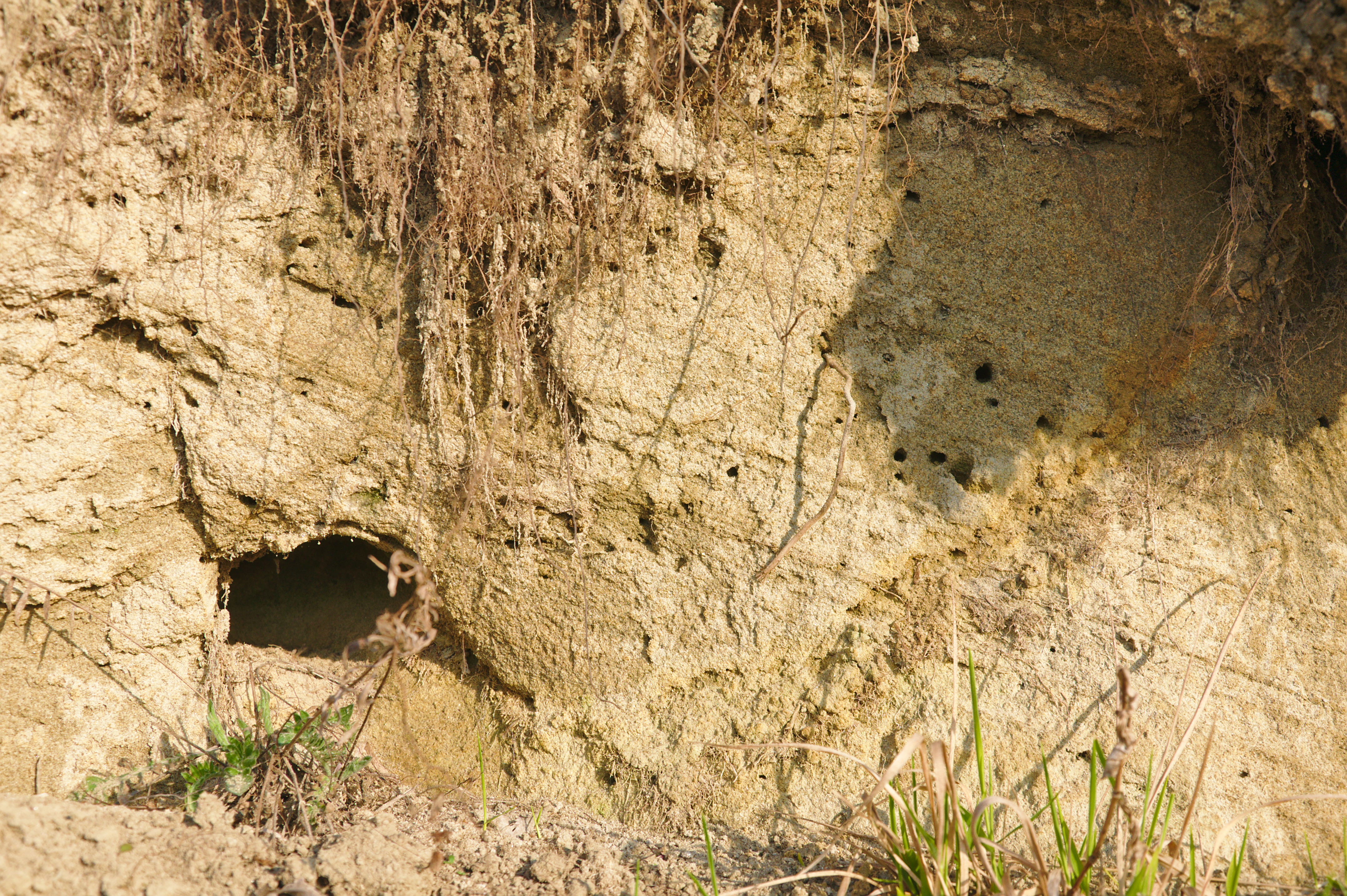
Díry v pískovcovém podloží sloužící jako úkryt hmyzu a hlodavcům
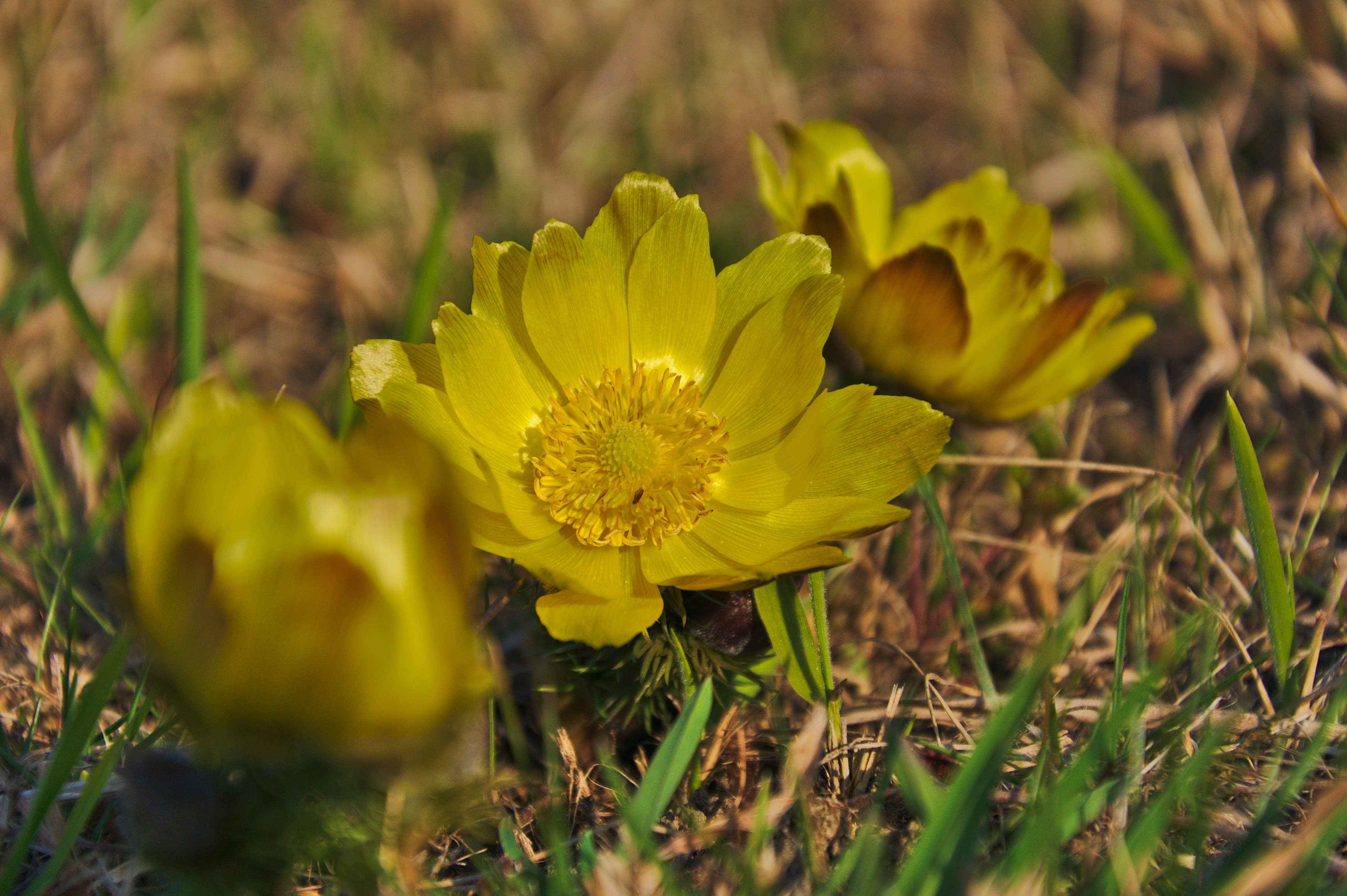
Kvetoucí hlaváček jarní